# 中南土木建筑学院
中南土木建筑学院是湖南大学的早身。1953年中国大学院系调整，湖南大学，中山大学，南昌大学，广西大学，武汉大学，云南大学，四川大学的土建与道路，铁建各专业合并，成立中南土木建筑学院，校址设于原湖南大学。
1958年中南土木建筑学院更名为湖南工学院，并增加电机、化工、机械三系。
1959年湖南工学院复名为湖南大学。